# Helictotrichon marginatum
Helictotrichon marginatum är en gräsart som först beskrevs av Richard Thomas. Lowe, och fick sitt nu gällande namn av Martin Röser. Helictotrichon marginatum ingår i släktet Helictotrichon och familjen gräs. Inga underarter finns listade i Catalogue of Life.